# Моше-Лейб Ербліх
Рабі Моше-Лейб Ербліх (1745, м. Броди, Королівство Галичини та Володимирії, Габсбурзька монархія — 13 січня 1807, с. Сасів, Королівство Галичини та Володимирії, Австрійська імперія) — хасидський цадик, який увійшов в єврейську історію як Сасівський ребе. Він народився в Бродах, навчався в Брно (тоді Нікольсбург) і став головою рабинського суду містечка Сасів. Не залишилося жодного зображення цієї людини — лише розповіді про його мудрості і праведності.

## Навчання
Моше-Лейб був учнем ще більш відомого рабина і «адмора» (вчителя) Елімелеха з Ліжанська.
Вивчав Тору у ребе Шмуеля-Шмелке Гурвіца. У 1773 році, коли Шмуель-Шмелке став головним рабином міста Нікольсбурга, рабі Моше-Лейб переїхав до Моравії слід за ним. По завершенні періоду навчання ребе Моше-Лейб став главою раввінського суду містечка Сасова.

## Сасівський ребе
Як і його сучасник ребе Леві Іцхак з Бердичева, сасівський рабин Ербліх вважав своїм головним завданням надавати допомогу і захист хворим і бідним, заступатися за слабких і грішних людей перед Богом, та навчав, що справжня любов до людини полягає в розумінні його потреб.
Сидячи одного разу в оточенні хворих дітей, яких Моше-Лейб збирав з усього містечка, він сказав: «Той, хто не може висмоктати гній з нариву дитини, не пройшов і півдороги на шляху любові до ближнього».
Одного разу вся громада чекала свого рабина на молитву в найсвятіше свято року — Йом Кіпур, Судний день. Але рабі сильно запізнювався, і тому почали молитися без нього. На середині молитви він прийшов. Коли молитва скінчилася, учні стали питати — яка свята таємниця, який глибокий секрет Тори змусили його спізнитися?
Виявилося, що на шляху в синагогу цадик почув, що в одному будинку сильно плаче дитина. Рабі побіг туди і побачив малюка, який залишився зовсім один, тому що його мати пішла в синагогу. Тоді Моше-Лейб став заспокоювати і колисати його, поки той не заснув. Лише після цього він пішов молитися.
Вранці після молитви він обходив будинки вдів і казав їм «доброго ранку!» — аби морально підтримати цих жінок. Сасівський цадик казав: «Як же просто бідному покладатися на Творця — бо на що інше йому покладатися? Але як же важко багатому покладатися на Всевишнього — адже все його майно кричить йому: «Покладайся на мене!»
Рабі Моше-Лейб вважав, що, коли необхідно підтримати бідного єврея, потрібно використовувати навіть безбожництво: «Адже якщо людина просить допомоги, недостатньо сказати йому: «Бог допоможе!» Потрібно діяти так, ніби в світі немає Бога — ніби у всьому Всесвіті ніхто, крім тебе, не в змозі допомогти цій людині».
Сасівський ребе розповідав, що вивчив одну зі своїх головних мудростей завдяки …простому українцеві в корчмі. «Любити людей я навчився у одного мужика, який сидів з іншим селянином в шинку. Вони пили мовчки, але потім один запитав у свого товариша по чарці: «Скажи, ти мене любиш?». «Люблю», — відповів селянин. «Ні, ти мене не любиш!» — заперечив перший. — «Якби ти мене і в правду любив, ти б відчував, чого мені бракує!» Виходячи з цього рабі Моше-Лейб навчав, що справжня любов до людини полягає в розумінні його потреб.
Рабин Ербліх часто збирав гроші для бідних наречених і влаштовував їм весілля. Одного разу на весіллі нареченої-сироти клезмери заграли мелодію, почувши які Моше-Лейб зрадів. Він попросив, щоб ту ж саму мелодію грали на його похоронах.
Моше-Лейб Ерліх справив значний вплив на духовне становлення таких видатних хасидських наставників, як рабини Яаков-Іцхак  та Симха-Бунім з Пшисхи.
Рабі Моше-Лейб з Сасова помер у 1807 році та похований на сасівському єврейському цвинтарі.
Через сто двадцять років після його смерті були опубліковані рукописи, що містять його коментарі до ряду трактатів Талмуда, — книга отримала назву «Хідушей Арамаль» (Аналітичні замітки рабі Моше-Лейба).
Через багато років сотні хасидів приїхали з усієї Європи, щоб провести цадика. Раптом вони побачили, що до кладовища мчить віз з переляканими музикантами. Вони розповіли, що їхали в іншу сторону на весілля, але коні раптово зірвалися з місця і помчали сюди. Тоді й згадали про бажання Сасівського ребе, і вирішили — в порушення єврейської традиції, — дозволити музику на похоронах. Старий хасид наспівав клезмерам ту саму мелодію, яка звучала на весіллі нареченої-сироти багато років тому.
Цю історію пізніше виклав у своїй книзі Нобелівський лауреат Шмуель Агнон, уродженець Бучача.

## Продовження династії та наш час
Продовжувачем династії став син ребе Моше Ієгуди Лейба, Йекутіель Шмуель Шмельке Ербліх. Після смерті Шмельке Ербліха наступним ребе став його син Яків Цві Ерблен з титулом Ребе з Порозова.
Наступним ребе став син Яакова Цві, Моше Ієгуда Лейб Ерблен. Моше Ієгуда Лейб, названий на честь засновника династії, мав видатний слух і голос, які допомогли йому стати визнаним Хаззаном. Слава про нього поширилася по всьому Ізраїлю. Він служив Хаззаном в Ізраїлі, Великій Британії, Канаді. Моше Ієгуда Лейб поєднував керівництво хасидами з професійною діяльністю. Після завершення успішної кар'єри Моше Ієгуда Лейб оселився в США в Монсі. Після його смерті Сасівським ребе є його син, Яків Цві Ерблен з Монсі.
Продовжувачі династії Сасівського рабі заснували на початку XX століття двори в Єрусалимі, Лондоні, Антверпені і Нью-Йорку (м. Монсі), де нині мешкає багато нащадків сасівських хасидів.
Могилу великого раббі Моше-Лейба з Сасова вдалося знайти лише на початку XXI століття. Директор «Єврейського відродження» і Центру дослідження юдаїки Мейлах Шейхет сприяв відновленню могили раббі Моше-Лейба із Сасова та будівництву шатра на місці його поховання на сасівському цвинтарі. У шатрі встановлено дві білих пам'ятних плити, на яких вирізблені імена цадика і раббі Йегуди Меіра бен Рафаеля — його батька. На могилу цадика тепер зрідка приїжджають паломники-хасиди.